# Queen's (circonscription fédérale)
Pour les articles homonymes, voir Queen's.
Queen's était une circonscription électorale fédérale du Nouveau-Brunswick, Canada, dont le représentant a siégé à la Chambre des communes de 1867 à 1892. 

## Histoire
Cette circonscription a été créée par l'Acte de l'Amérique du Nord britannique en 1867 et correspondait au Comté de Queen's. Elle faisait partie des 15 circonscriptions fédérales originelles et fut abolie en 1892 lorsqu'elle fusionna avec celle de Sunbury pour donner naissance à la nouvelle circonscription du Sunbury—Queen's.

## Liste des députés successifs
Cette circonscription fut représentée par les députés suivants :
|  | Législature | Date élection     | Député                 | Profession       | Parti        |
|  | ----------- | ----------------- | ---------------------- | ---------------- | ------------ |
|  | 1re         | 7 août 1867       | John Ferris            | Marchand         | Libéral      |
|  | 2e          | 20 juillet 1872   | John Ferris            | Marchand         | Libéral      |
|  | 3e          | 22 janvier 1874   | John Ferris            | Marchand         | Libéral      |
|  | 4e          | 17 septembre 1878 | George G. King         | Homme d'affaires | Libéral      |
|  | 5e          | 20 juin 1882      | George G. King         | Homme d'affaires | Libéral      |
|  | 6e          | 22 février 1887   | George Frederick Baird | Avocat           | Conservateur |
|  | ¹           | 18 janvier 1888   | George Frederick Baird | Avocat           | Conservateur |
|  | 7e          | 5 mars 1891       | George G. King         | Homme d'affaires | Libéral      |
|  | ²           | 25 février 1892   | George Frederick Baird | Avocat           | Conservateur |

¹ Élection partielle à la suite de la démission de M. Baird
² Élection partielle à la suite de l'annulation de l'élection précédente